# Annametra
Annametra (A.H. Clark, 1936) è un genere di crinoidi comatulidi appartenente alla famiglia Antedonidae (sottofamiglia Antenoninae).

## Storia
Lo zoologo americano Austin Hobart Clark, nel 1936, trovò cinque nuovi generi e due nuove specie appartenenti alla famiglia dei crinoidi: tra questi rientrava anche il genere Annametra.

## Descrizione
Gli esemplari di questo genere vivono in acqua, e si spostano quindi nuotando. Il corpo è simmetrico, in particolare presenta una simmetria pentaradiale, ovvero una simmetria radiale con uno schema che si ripete per cinque volte. Gli esemplari del genere Annametra sono epibiotici, ovvero vivono sulla superficie di un altro essere vivente.

## Tassonomia
Il genere comprende due specie:
- Annametra minuta A.H. Clark, 1907
- Annametra occidentalis (A.H. Clark, 1915)